# Agkistrodon taylori
Agkistrodon bilineatus taylori là một loài rắn trong họ Rắn lục. Loài này được Burger & Robertson mô tả khoa học đầu tiên năm 1951.

## Hình ảnh

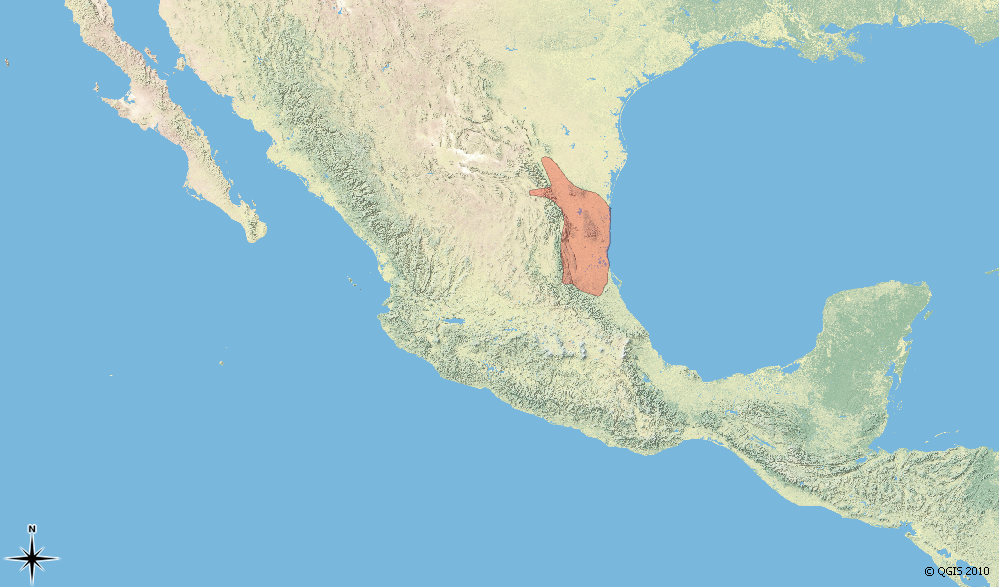
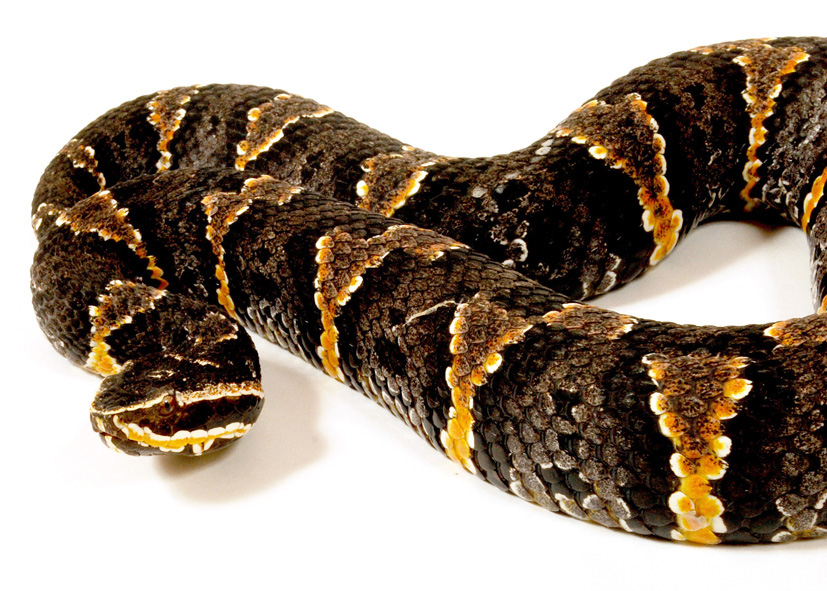
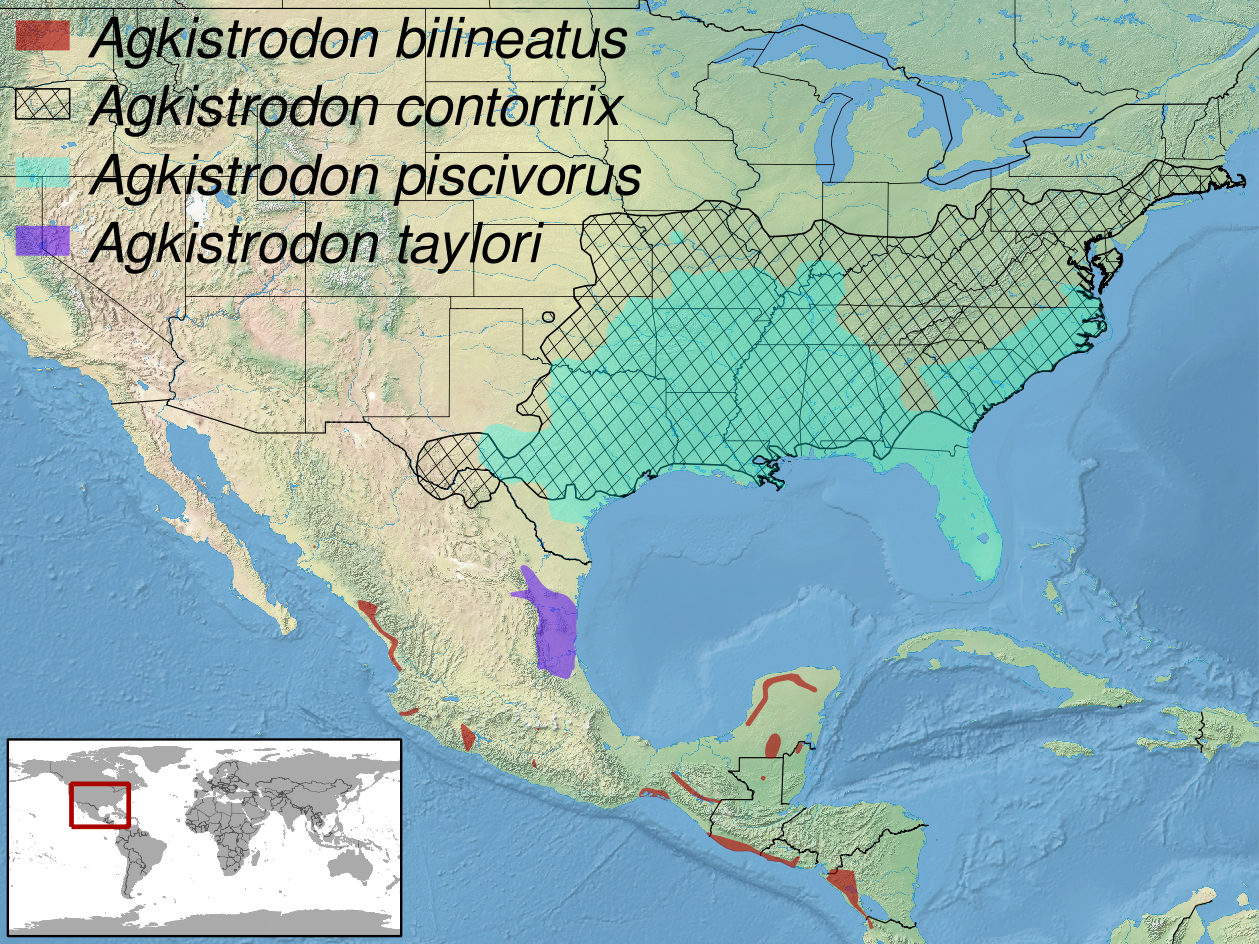